# هری آرمیتاژ
هری آرمیتاژ (انگلیسی: Harry Armitage; ۱۶ اوت ۱۹۰۱ – ۲ سپتامبر ۱۹۷۳) بازیکن فوتبال اهل بریتانیا بود.
از باشگاه‌هایی که در آن بازی کرده‌است می‌توان به باشگاه فوتبال بریستول راورز، باشگاه فوتبال لینکولن سیتی، و باشگاه فوتبال شفیلد ونزدی اشاره کرد.